# Vanasamfundet Moder Jord
Vanasamfundet Moder Jord är ett trossamfund i Sverige som verkar inom ramarna för naturreligion och gudinnetro. Samfundet är registrerat hos Kammarkollegiet och bygger sin trosuppfattning på vördnad för Moder Jord som skapande kraft.

## Trosuppfattning
Samfundet har valt namnet ”Vanasamfundet” som en hänvisning till vanerna i nordisk mytologi, där gud och gudinna möts som jämlikar. Vanasamfundet Moder Jord utgår från tanken att Moder Jord – ”Allmodern” – är livets ursprung, en skapande och närande kraft som föder alla arter på jorden. Denna gudinnecentrerade teologi är öppen för olika tolkningar. En del medlemmar ser Allmodern som en personlig kvinnlig urkraft, andra som en opersonlig andlig närvaro i och omkring allt levande. Trots olikheter i tolkning förenas medlemmarna av en gemensam grund: Gudinnan är skapelsen själv, och hennes ständiga skapande ger upphov till mångfald – i natur, tanke och kultur.
Samfundets grundvärderingar inkluderar:
- Vördnad för Moder Jord som skapande kraft
- Ett aktivt värnande av biologisk, kulturell och ideologisk mångfald
- Övertygelsen att alla varelser har lika värde
- Tron på människans medfödda förmåga att skapa och bidra till helhet

## Organisation
Samfundet leds av en så kallad Vävcirkel, som fungerar både som styrelse och som ett rituellt och organisatoriskt utvecklingsorgan. Endast personer som genomgått en fördjupad invigningscirkel och är aktivt verksamma inom samfundet kan delta i vävcirkeln.
Utöver vävcirkeln bildas tillfälliga spontana cirklar för olika projekt eller aktiviteter. Beslutsfattandet sker genom direktdemokrati, där deltagarna diskuterar tills samförstånd uppnås, snarare än att rösta. Detta bygger på samfundets kritik mot representativ demokrati, som man inte anser vara verkligt demokratisk.

## Inriktning och öppenhet
Även om samfundet främst förankrar sig i den nordiska traditionen, är det öppet för medlemmar med bakgrund i andra shamanska och naturcentrerade andliga traditioner, såsom afrikansk religion, keltisk religion eller grekisk religion, så länge Moder Jord står i centrum. Man menar att “Kraften är Kraften, oavsett vad man kallar den”.

## Ceremonier och årscirkel
Vanasamfundet firar naturens cykler i ett årshjul som omfattar både solens och månens rytmer:

### Månens fyra helger
- Disafesten - Urd (cirka 1 februari)
- Valborg - Freja (cirka 1 maj)
- Ommafesten - Omma (cirka 1 augusti)
- Helhelgen - Hel (cirka 1 november)

### Solens fyra helger
- Vårdagjämning (cirka 21 mars)
- Sommarsolstånd (cirka 21 juni)
- Höstdagjämning (cirka 21 september)
- Vintersolstånd (cirka 21 december)

Utöver dessa hålls ritualer vid fullmåne och nymåne (mörkmåne), i syfte att främja personlig kraftutveckling och kontakt med naturens cykler.

## Verksamhet
Samfundet bedriver sin verksamhet genom:
- Ceremonier och ritualer
- Kurser och workshops
- Informationsspridning och publika evenemang
- Politiskt och ekologiskt engagemang
- Konstnärliga uttryck, installationer och utställningar

## Medlemmar
Som hedersmedlemmar nämns Birgitta Onsell och Monica Sjöö, båda avlidna och omnämnda som förmödrar.